# كومون مورو
كومون مورو هي «آثار بدائية» تم اكتشافها في محافظة سانغوون، بيونغيانغ، كوريا الشمالية. العديد من الآثار معروضة في متحف تاريخ كوريا الوسطى في بيونغيانغ.